# Crunk
Crunk – odmiana hip-hopu wywodzącą się z południowej części Stanów Zjednoczonych, głównie z Atlanty i Memphis. Crunk jest klasyfikowany jako podgrupa południowego rapu dirty south, który wyrósł z Miami Bass i w mniejszym stopniu z nowoorleańskiego bounce'u.
Crunk wyróżnia wykonywanie utworów krzykiem. Często utwory crunkowe dotyczą luźnego stylu życia, pełnego przepychu.
Lil Jon & The East Side Boyz często przypisują sobie tytuł królów crunku, podczas gdy Lil Scrappy jest określany jako książę crunku. Rasheeda jest znana jako królowa crunku. Lil Jon nazwał dwa ze swoich albumów "Kings of Crunk" i "Crunk Juice".

## Geneza
Crunk został zapoczątkowany na początku lat 90. XX wieku, ale nie stał się dominującym nurtem aż do połowy pierwszej dekady XXI wieku. W 2003 r. gatunek ten posiadał kilka utworów będących hitami: "Never Scared" w wykonaniu Bone Crushera (razem z Killer Mikiem i TI-em), "Damn!" w wykonaniu Youngbloodz (wyprodukowanym przez Lil Jona) i w szczególności "Get Low" w wykonaniu grupy Lil Jon & The East Side Boyz (wraz z Ying Yang Twins), który osiągnął drugie miejsce na liście przebojów Hot 100. Do 2004 roku crunk (w szczególności Lil Jon) zdobył tak duże uznanie, że supergwiazda R&B Usher poprosił Lil Jona, by wyprodukował jego singel "Yeah!", który stał się największym hitem 2004 r. Lil Jon wkrótce wyprodukował następny hit: "Goodies" - wykonywany przez Ciarę razem z Peteyem Pablo.
W przeciwieństwie do rapu z wschodniego wybrzeża, crunk jest wysoce energetycznym, klubowym rodzajem rapu. Podczas gdy inne gatunki rapu kładą nacisk na jakość tekstów, w crunku głównym elementem są wykrzyczane wersy, często powtarzające się, jak i – ulegające również powtórzeniom – refreny. Teksty są oparte na rytmie, co sprawia, że utwory crunkowe sprawdzają się w środowisku klubowym. 
Głównym elementem podkładów crunkowych są ciężkie pętle perkusyjne, obfite w bas. Najbardziej popularnym urządzeniem do ich tworzenia jest Roland TR-808 – instrument stosowany wcześniej w wielu odmianach muzyki dance. Crunk używa też niemelodycznych efektów dźwiękowych, takich jak gwizdki oraz dźwięków pochodzących z syntezatorów i edytorów komputerowych.